# 吳塤閥
吳塤閥（Goh Soon Huat，1990年6月27日—），原名吳順發，馬來西亞男子羽毛球運動員。

## 簡歷

### 早年與出道
吳順發從12歲至19歲期間，在馬六甲羽總下訓練；至2009年被挑選進馬來西亞國家後備隊，並在前世界冠軍葉橙旺靡下訓練。

### 2010年-2015年 专攻男单
2010年11月，吳順發出战馬來西亞羽毛球國際挑戰賽，在男单準决赛以0比2（9-21、8-21）不敌赛会6号种子、印尼名将的汤米·苏吉亚托。
2013年4月，吳順發出戰馬來西亞羽毛球黃金大獎賽，在男單决赛以1比2（21-10,9-21,19-21）負給印尼的阿兰夏·尤纳斯，屈居亞軍。
2014年5月，吳順發被入选参加湯姆斯盃的男单主力名单中，在小组赛便遭遇韩国好手的黃鐘洙以0比2（21-23、15-21）吃下第一场失利。其后，随着队友们的努力下，顺利打进淘汰賽，一路勇闯决赛并且总比分以2:3不敌日本国家羽毛球队，未能重夺冠军。同年9月，他代表马来西亚参加韩国仁川举办的亞洲運動會羽毛球比賽，随队赢得男子团体赛季军。
2015年2月，吳順發出战奧地利羽毛球公開賽，在男单準决赛以0比2（9-21、21-23）不敌队友的伊斯干达·祖卡奈因·扎因丁。同年8月，他出战新加坡羽毛球國際系列賽，在男单準决赛以0比2（12-21、10-21）不敌赛会3号种子、队友的蘇德智。同年10月，他出战荷蘭羽毛球大獎賽，在男单準决赛以0比2（14-21、15-21）不敌赛会3号种子、印度的阿贾伊·贾亚拉姆。同年11月，他出战澳門羽毛球黃金大獎賽，在男单準决赛以0比2（15-21、15-21）不敌赛会13号种子、韩国新秀的全奕陳。

### 2016年-2017年 棄單從雙
2016年10月，26歲的吳順發在男單中堅持了6年卻未能突破瓶頸，在馬來西亞國家羽毛球隊技術總監莫滕·弗罗斯特的建議下，吳順發毅然決定轉戰另一個戰場，搭檔自黃輝穎在7月退出國家隊后，就再無搭檔的賴潔敏出戰混合雙打項目。很快的，僅備戰一個月的吳順發與賴潔敏便在同年11月舉行的馬來西亞羽毛球國際挑戰賽並在決賽中以2比0的成績（21-13、21-17）擊敗了台灣的楊博軒/温晧昀組合。接下來，吳順發與賴潔敏參與更高級別的蘇格蘭羽毛球大獎賽，他們從資格賽開始一路擊敗各國好手並在決賽中對壘印度兼頭號種子的普拉纳·杰里·乔普拉/斯基·雷迪組合，雖然他們苦戰三局但最終還是以2比1的成績（13-21、21-18、21-16）奪下他們僅搭檔不到2個月的第二個冠軍。同年12月，順發與潔敏出戰他們的第三場賽事威爾斯羽毛球國際賽並同樣闖入決賽但這次他們卻以1比2的成績（16-21、21-11、18-21）敗於曾是世界第一的波蘭選手罗伯特·马特斯亚克/娜蒂斯达·希尔巴組合，無緣三連冠。
2017年1月，吳順發与賴潔敏出战馬來西亞羽毛球大師賽混雙決賽並對壘隊友兼2號種子陈健铭/賴沛君組合，雖然最後以0比2落敗但卻連續4場賽事闖入決賽，為吳順發在羽球生涯中迎來另一片春天。同年8月，他代表马来西亚参加本国举办的東南亞運動會羽毛球比賽，先后赢得男子团体赛亚军；此外，还与賴潔敏的混双决赛以0比2（15-21、20-22）不敌赛会头号种子、泰国强档的德差蓬·保乌拉努科/沙西丽·德拉达那猜，赢得亚军。

### 2018年 超級500賽首冠
2018年1月，吳順發与賴潔敏出战馬來西亞羽毛球大師賽，在混双準决赛以1比2（21-14、12-21、13-21）不敌赛会2号种子、香港强档的鄧俊文/謝影雪。同期3月，他与賴潔敏出战德國羽毛球公開賽，在混双决赛以2比0（21-14、22-20）击败了丹麦强档的尼克拉斯·诺尔/萨拉·蒂格森，首次赢得超級300賽的国际赛冠军。同年4月，他代表马来西亚参加澳大利亚昆士蘭州黃金海岸举办的英聯邦運動會羽毛球比賽，随队赢得团体赛银牌。同年7月，他与賴潔敏出战新加坡羽毛球公開賽，在混双决赛以2比0（21-19、21-18）击败了赛会头号种子、奥运冠军的通托維·艾哈邁德/利利亞納·納西爾，赢得职业羽球生涯的第一座超級500賽的国际赛冠军，值得一提的是这也是双方首次交手便力挫印尼第一组合取得胜利。

### 2020年-2021年 泰国超级系列赛与印尼超级500赛
2020年1月，吴顺发与赖洁敏出战泰国羽毛球大师赛超级300赛，在混双决赛以1比2（21-19、19-21、22-24）不敌英格兰种子选手组合马库斯·埃利斯/劳伦·史密斯。同年1月，吴顺发与赖洁敏出战印度尼西亚羽毛球大师赛超级500赛，在混双比赛以0比2（21-15、21-14）不敌韩国劲旅高成炫/严惠媛，只能止步16强。
同年12月底至2021年1月，吴顺发与赖洁敏出战在泰国举行的3站超级系列赛。吴顺发与赖洁敏在YONEX泰国羽毛球公开赛混双赛次圈以0比2（12-21、19-21）不敌泰国混双劲旅德差蓬·保乌拉努科/沙西丽·德拉达那猜。在另一场TOYOTA泰国羽毛球公开赛混双赛次圈，再次对上泰国组合德差蓬·保乌拉努科/沙西丽·德拉达那猜，以1比2（18-22、21-18、12-21）止步16強。在世界羽联超级系列赛总决赛，吴顺发与赖洁敏在混双半决赛对上世界排名第8的韩国组合徐承宰/蔡侑玎，以0比2（19-21、8-21）直落两局落败，止步4强。2月，因在世界羽聯於泰國補辦的兩站世界巡迴賽賽事及總決賽表现不佳而被馬來西亞羽毛球協會開除國家隊。

## 主要比賽成績
只列出曾進入準決賽的國際賽事成績：
| 年份   | 賽事                     | 公開賽級別 | 項目     | 拍檔   | 成績   |
| ------ | ------------------------ | ---------- | -------- | ------ | ------ |
| 2010年 | 馬來西亞羽毛球國際挑戰賽 | 國際挑戰賽 | 男子單打 | –      | 準決賽 |
| 2013年 | 馬來西亞羽毛球黃金大獎賽 | 黃金大獎賽 | 男子單打 | –      | 亞軍   |
| 2014年 | 湯姆斯盃                 | 其他       | 男子團體 | –      | 亞軍   |
| 2014年 | 亞洲運動會羽毛球比賽     | 其他       | 男子團體 | –      | 銅牌   |
| 2015年 | 奧地利羽毛球公開賽       | 國際挑戰賽 | 男子單打 | –      | 準決賽 |
| 2015年 | 新加坡羽毛球國際系列賽   | 國際系列賽 | 男子單打 | –      | 準決賽 |
| 2015年 | 荷蘭羽毛球大獎賽         | 大獎賽     | 男子單打 | –      | 準決賽 |
| 2015年 | 澳門羽毛球黃金大獎賽     | 黃金大獎賽 | 男子單打 | –      | 準決賽 |
| 2016年 | 湯姆斯盃                 | 其他       | 男子團體 | –      | 季軍   |
| 2016年 | 馬來西亞羽毛球國際挑戰賽 | 國際挑戰賽 | 混合雙打 | 賴潔敏 | 冠軍   |
| 2016年 | 蘇格蘭羽毛球大獎賽       | 大獎賽     | 混合雙打 | 賴潔敏 | 冠軍   |
| 2016年 | 威爾斯羽毛球國際賽       | 國際挑戰賽 | 混合雙打 | 賴潔敏 | 亞軍   |
| 2017年 | 馬來西亞羽毛球大師賽     | 黃金大獎賽 | 混合雙打 | 賴潔敏 | 亞軍   |
| 2017年 | 泰國羽毛球黃金大獎賽     | 黃金大獎賽 | 混合雙打 | 賴潔敏 | 亞軍   |
| 2017年 | 東南亞運動會羽毛球比賽   | 其他       | 男子團體 | －     | 銀牌   |
| 2017年 | 東南亞運動會羽毛球比賽   | 其他       | 混合雙打 | 賴潔敏 | 銀牌   |
| 2017年 | 丹麥羽毛球首要超級賽     | 首要超級賽 | 混合雙打 | 賴潔敏 | 準決賽 |
| 2018年 | 馬來西亞羽毛球大師賽     | 超級500賽  | 混合雙打 | 賴潔敏 | 準決賽 |
| 2018年 | 印尼羽毛球大師賽         | 超級500賽  | 混合雙打 | 賴潔敏 | 準決賽 |
| 2018年 | 德國羽毛球公開賽         | 超級300賽  | 混合雙打 | 賴潔敏 | 冠軍   |
| 2018年 | 英聯邦運動會羽毛球比賽   | 其他       | 混合團體 | －     | 銀牌   |
| 2018年 | 新加坡羽毛球公開賽       | 超級500賽  | 混合雙打 | 賴潔敏 | 冠軍   |
| 2019年 | 德國羽毛球公開賽         | 超級300賽  | 混合雙打 | 賴潔敏 | 準決賽 |
| 2019年 | 全英羽毛球公開賽         | 超級1000賽 | 混合雙打 | 賴潔敏 | 準決賽 |
| 2019年 | 中國福州羽毛球公開賽     | 超級750賽  | 混合雙打 | 賴潔敏 | 準決賽 |
| 2019年 | 香港羽毛球公開賽         | 超級500賽  | 混合雙打 | 賴潔敏 | 準決賽 |
| 2019年 | 韓國羽毛球大師賽         | 超級300賽  | 混合雙打 | 賴潔敏 | 亞軍   |
| 2019年 | 東南亞運動會羽毛球比賽   | 其他       | 男子團體 | －     | 銀牌   |
| 2019年 | 東南亞運動會羽毛球比賽   | 其他       | 混合雙打 | 賴潔敏 | 銀牌   |
| 2020年 | 泰國羽毛球大師賽         | 超級300賽  | 混合雙打 | 賴潔敏 | 準決賽 |
| 2020年 | 世界羽聯世界巡迴賽總決賽 | 總決賽     | 混合雙打 | 賴潔敏 | 準決賽 |
| 2022年 | 瑞士羽毛球公開賽         | 超級300賽  | 混合雙打 | 賴潔敏 | 亞軍   |
| 2022年 | 韓國羽毛球大師賽         | 超級300賽  | 混合雙打 | 賴潔敏 | 準決賽 |
| 2022年 | 新加坡羽毛球公開賽       | 超級500賽  | 混合雙打 | 賴潔敏 | 準決賽 |
| 2022年 | 丹麥羽毛球公開賽         | 超級750賽  | 混合雙打 | 賴潔敏 | 準決賽 |
| 2023年 | 瑞士羽毛球公開賽         | 超級300賽  | 混合雙打 | 賴潔敏 | 亞軍   |
| 2023年 | 亞洲羽毛球錦標賽         | 其他       | 混合雙打 | 賴潔敏 | 季軍   |
| 2023年 | 蘇迪曼盃                 | 其他       | 混合團體 | －     | 季軍   |
| 2023年 | 香港羽毛球公開賽         | 超級500賽  | 混合雙打 | 賴潔敏 | 準決賽 |
| 2023年 | 韓國羽毛球大師賽         | 超級300賽  | 混合雙打 | 賴潔敏 | 準決賽 |
| 2024年 | 瑞士羽毛球公開賽         | 超級300賽  | 混合雙打 | 賴潔敏 | 冠軍   |
| 2024年 | 馬來西亞羽毛球大師賽     | 超級500賽  | 混合雙打 | 賴潔敏 | 冠軍   |
| 2024年 | 中國羽毛球公開賽         | 超級1000賽 | 混合雙打 | 賴潔敏 | 亞軍   |
| 2024年 | 北極羽毛球公開賽         | 超級500賽  | 混合雙打 | 賴潔敏 | 準決賽 |
| 2024年 | 日本熊本羽毛球大師賽     | 超級500賽  | 混合雙打 | 賴潔敏 | 準決賽 |
| 2024年 | 世界羽聯世界巡迴賽總決賽 | 總決賽     | 混合雙打 | 賴潔敏 | 準決賽 |
| 2025年 | 馬來西亞羽毛球公開賽     | 超級1000賽 | 混合雙打 | 賴潔敏 | 準決賽 |
| 2025年 | 印度羽毛球公開賽         | 超級750賽  | 混合雙打 | 賴潔敏 | 準決賽 |

| 2007-2017年 | 首要超級賽 | 超級賽 | 黃金大獎賽 | 大獎賽 | 國際挑戰賽 | 國際系列賽 | 未來系列賽 | 其他 |

| 2018-2026年 | 總決賽 | 超級1000賽 | 超級750賽 | 超級500賽 | 超級300賽 | 超級100賽 | 國際挑戰賽 | 國際系列賽 | 未來系列賽 | 其他 |

### 奧運會和世錦賽參賽紀錄
|          | 搭檔   | 2018 | 2019 | 2021 | 2022 | 2023 |
| -------- | ------ | ---- | ---- | ---- | ---- | ---- |
| 混合雙打 | 賴潔敏 | 16強 | 32強 | 8強  | 8強  | 16強 |